# Wotanisme
El wotanisme (nom derivat de Wotan, terme tradicional germànic utilitzat per al nom d'Odín) és una religió neopagana extremista que va ser fundada per David Lane sobre una base racial i ètnica, en oposició amb el mundialisme neopaganista assumit amb el pas del temps per les altres tradicions del etenisme germànic, en particular l'Odinisme i l'Ásatrú. El wotanisme és una religió especulativa en el plànol de la aproximació al concepte de genetisme neo-paganista. La religió wotanista conté elements de les tradicions paganes germàniques, amb característiques procedents del misticisme germànic, del misticisme nacionalsocialista i amb una doctrina teològica i cosmològica dualista d'origen neopagà. La majoria de grups odinistes i els asatru del món no són racistes, i han realitzat una tasca a les presons que fins i tot ha estat definida com a positiva per les autoritats penitenciàries, per la qual cosa Lane i els altres seguidors del wotanisme reneguen de l'asatrú i de l'odinisme. David Lane ho va explicar així: 
Prefereixo el nom de Wotanisme sobre Odinisme. Primer perquè W.O.T.A.N constitueix un acrònim perfecte per a dir: The Will Of The Aryan Nation (La Voluntat de la Nació Ària). En segon lloc perquè Odin només rep aquest nom a Escandinàvia, i es anomenat Wotan a la resta del continent europeu, així que és més apropiat dir Wotan en honor de la memòria dels nostres avantpassats. I finalment perquè és necessari separar-nos d'aquests infants, mentiders i universalistes, que van manllevar el nom d'Odín." 
David Lane va contribuir en la introducció del llibre de Ron McVan anomenat Creed of Iron, Wotansvolk Wisdom. El wotanisme ha estat prohibit en moltes presons dels EUA per ser considerat un grup particularment violent.

## Termes relacionats
- Neopaganisme
- Moviment de la Creativitat
- Identitat Cristiana